# Карін Пташек
Карін Пташек (дан. Karin Ptaszek; нар. 24 грудня 1971) — колишня данська тенісистка.
Найвищу одиночну позицію світового рейтингу — 265 місце досягла 31 січня 1994, парну — 230 місце — 10 жовтня 1994 року.
Здобула 3 одиночні та 6 парних титулів туру ITF.

## Фінали ITF

### Одиночний розряд (3–6)
| Турніри $100,000 |
| Турніри $75,000  |
| Турніри $50,000  |
| Турніри $25,000  |
| Турніри $10,000  |

| Результат | Ранг | Дата            | Турнір           | Покриття  | Суперниця               | Рахунок       |
| Поразка   | 1.   | 26 вересня 1988 | Богота, Колумбія | Ґрунт     | Лусіана Телла           | 4–6, 6–4, 2–6 |
| Поразка   | 2.   | 1 липня 1991    | Бостад, Швеція   | Ґрунт     | Anneli Ornstedt         | 1–6, 0–6      |
| Поразка   | 3.   | 5 липня 1993    | Лог'я, Фінляндія | Ґрунт     | Нанне Дальман           | 2–6, 5–7      |
| Перемога  | 4.   | 17 січня 1994   | Турку, Фінляндія | Ґрунт     | Марія-Фарнес Капістрано | 6–2, 6–2      |
| Поразка   | 5.   | 30 січня 1995   | Рунгстед, Данія  | Килим (i) | Сандра Клейнова         | 2–6, 7–6, 1–6 |
| Поразка   | 6.   | 3 липня 1995    | Лог'я, Фінляндія | Ґрунт     | Нанне Дальман           | 6–7(4), 1–6   |
| Перемога  | 7.   | 10 липня 1995   | Ольштин, Польща  | Ґрунт     | Sandra Mantler          | 6–1, 6–1      |
| Поразка   | 8.   | 22 січня 1996   | Бостад, Швеція   | Ґрунт     | Анна-Карін Свенссон     | 5–7, 3–6      |
| Перемога  | 9.   | 29 січня 1996   | Рунгстед, Данія  | Килим (i) | Гайке Томс              | 6–0, 6–4      |

### Парний розряд (6–4)
| Результат | Ранг | Дата            | Турнір                          | Покриття   | Партнерка           | Суперниці                        | Рахунок       |
| --------- | ---- | --------------- | ------------------------------- | ---------- | ------------------- | -------------------------------- | ------------- |
| Поразка   | 1.   | 18 вересня 1989 | Бангкок, Таїланд                | Тверде     | Паулетте Морено     | Валда Лейк Клодін Толеафоа       | 6–7, 6–1, 5–7 |
| Поразка   | 2.   | 7 липня 1991    | Бостад, Швеція                  | Ґрунт      | Antonia Homolya     | Сандра ван дер А Седа Норландер  | 3–6, 4–6      |
| Поразка   | 3.   | 26 жовтня 1992  | Мадейра (архіпелаг), Португалія | Тверде     | Маріанне Валлін     | Ельс Калленс Юлія Єс             | 1–6, 3–6      |
| Перемога  | 4.   | 24 січня 1994   | Бостад, Швеція                  | Тверде     | Gabriela Netikova   | Таня Карстен Міхаела Зайболд     | 6–3, 5–7, 6–0 |
| Перемога  | 5.   | 27 березня 1994 | Брест (Франція), Франція        | Тверде     | Ельс Калленс        | Сусанна Аттілі Елена Савольді    | 6–4, 6–1      |
| Поразка   | 6.   | 30 січня 1995   | Рунгстед, Данія                 | Килим (i)  | Anja Kostecki       | Лінда Янссон Анна-Карін Свенссон | 3–6, 1–6      |
| Перемога  | 7.   | 30 жовтня 1995  | Стокгольм, Швеція               | Тверде     | Анна-Карін Свенссон | Софія Фінер Анніка Ліндстедт     | 6–1, 6–3      |
| Перемога  | 8.   | 21 січня 1996   | Турку, Фінляндія                | Килим (i)  | Анна-Карін Свенссон | Софія Фінер Анніка Ліндстедт     | 6–2, 6–4      |
| Перемога  | 9.   | 27 січня 1996   | Бостад, Швеція                  | Тверде (i) | Анна-Карін Свенссон | Софія Фінер Анніка Ліндстедт     | 6–3, 6–4      |
| Перемога  | 10.  | 15 вересня 1996 | Марсель, Франція                | Ґрунт      | Софі Альбінус       | Аліче Канепа Деббі Гак           | 5–7, 7–5, 6–4 |